# 밑국물

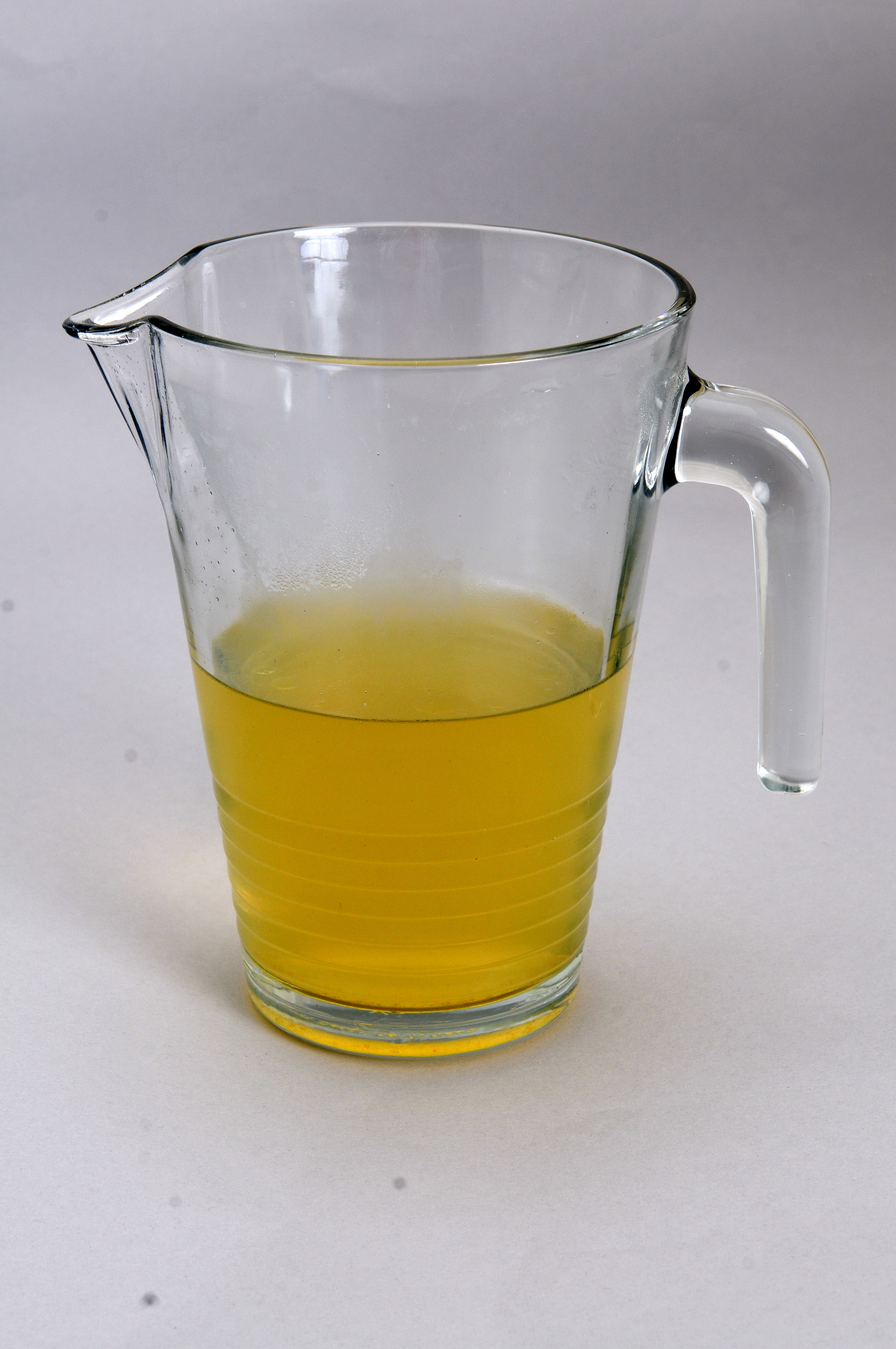
맛국물

밑국물은 요리에 쓰기 위해 멸치, 다시마, 조개, 고기 등을 우려 감칠맛을 낸 국물이며, 맛국물, 육수(肉水) 등으로도 부른다. 소금 등으로 간을 해서 국으로 낼 때는 맑은국이라 부른다.
닭고기, 쇠고기 등 고기 국물, 멸치, 황태 등 생선 국물 외에도 다시마 국물, 채소 국물 등이 있다.

## 이름
영어권에서는 "스톡(stock)", "브로스(broth)", "수프 베이스(soup base)" 등으로 불리며, 프랑스어권에서는 "퐁(fond)", "부용(bouillon)"으로 불린다. 일본에서는 "다시(出汁)"라 부른다.

## 사진

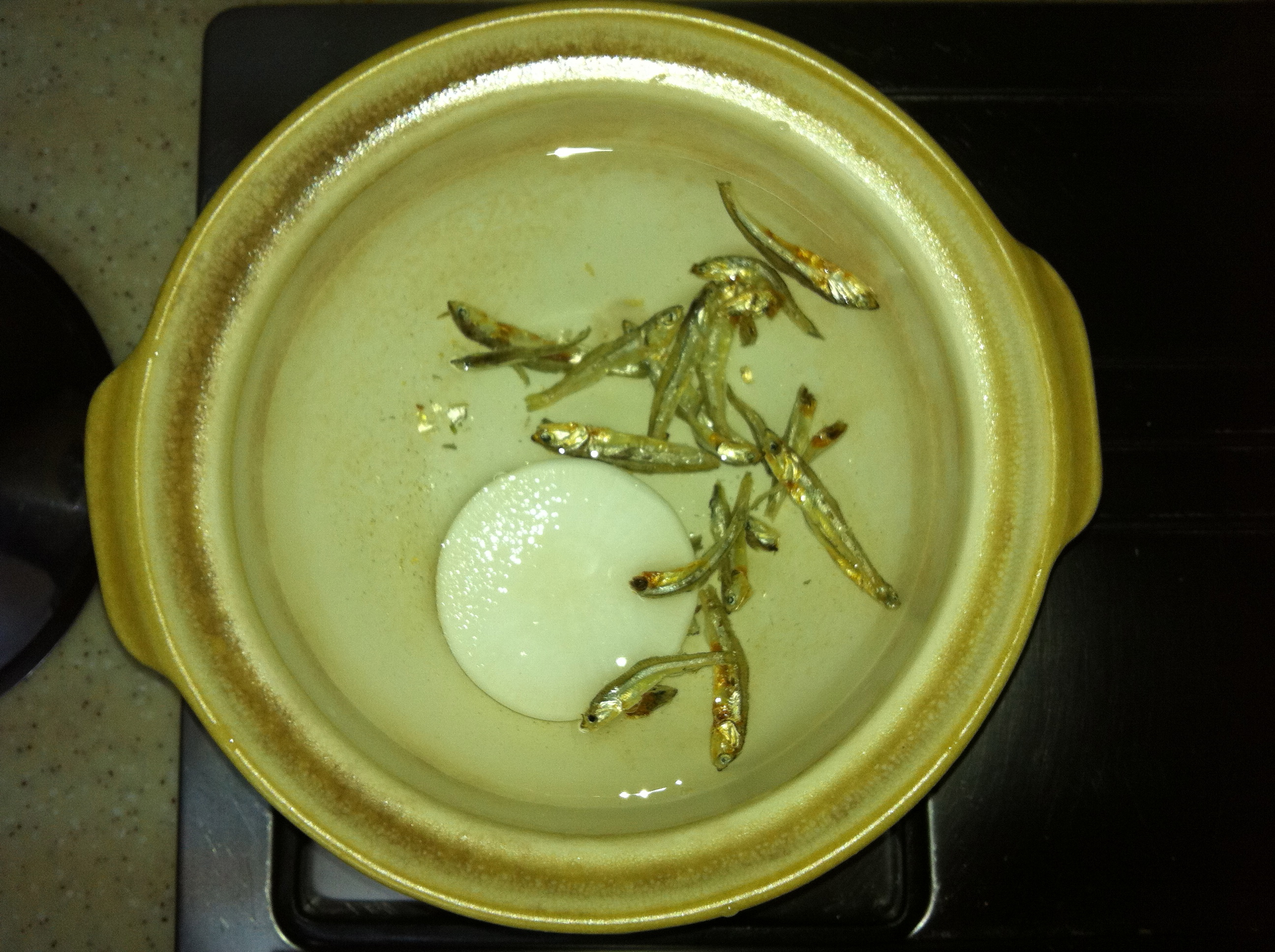
멸치·무 맛국물
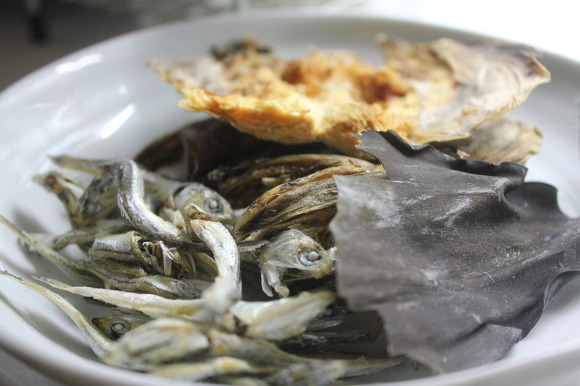
맛국물 재료 (마른 멸치, 황태 대가리, 마른 다시마)

## 같이 보기
- 국물 큐브